# Čtení na dovolenou
Čtení na dovolenou byla knižní edice zpočátku vázaných, ale později výhradně brožovaných knih menšího formátu, které vycházely od roku 1968 do roku 1992 v nakladatelství Odeon. V celém nakladatelství Odeon převažovala překladová literatura, ale v této edici (až na jeden svazek) vycházela výhradně zahraniční literatura. Celkem bylo v této edici vydáno nejméně 123 knih.

## Počet vydaných knih
Karel Haloun (2016) uvádí, že v této edici vyšlo 113 svazků. DatabázeKnih.CZ obsahuje náhledy obálek a krátké popisky (případně uživatelské recenze) 115 knih, současně uvádí, že bylo zjištěno 118 svazků. Ale v katalogu Národní knihovny ČR lze dohledat nejméně 123 knih. Jednotlivé svazky knižní edice navíc (na rozdíl od řady dalších edic) nejsou číslovány (číslo svazku není uvedeno ani v tiráži, ani v knihovních katalozích), což znemožňuje ověřit počet vydaných titulů tímto způsobem.

## Formát a zaměření edice
Zatímco některé další edice Odeonu nebo jiných nakladatelství (např. Edice 3x, Smaragd byly monotematické, tato se věnovala více žánrům. Již název edice napovídá, že se zaměřovala hlavně na „oddychovou literaturu“, zejména na humoristické romány, detektivní a krimi příběhy, v menší míře zde vycházely i některé další literární žánry, např. vědecko-fantastická literatura,  dobrodružné a vzpomínkové knihy ap. V souladu s tím byl zvolen menší formát knih (cca 19 × 13 centimetrů) a průměrný stránkový rozsah jednotlivých titulů se většinou pohyboval okolo 200 stran nebo jen mírně nad touto hranicí.

## Autoři a překladatelé
Přes zaměření na „lehčí literaturu“ vyšly v edici i některá klasická díla: hned mezi prvními tituly z roku 1968 byl román Sestřenice Běta od  Honoré de Balzaca nebo Tři kamarádi od Ericha Maria Remarque. Ale i v případě detektivní literatury zde vycházela díla již v té době „klasiků žánru“, např. Agatha Christie, Erle Stanley Gardner, Raymond Chandler, Dorothy L. Sayersová nebo Georges Simenon. Současně se čtenáři mohli seznámit i s díly autorů, kteří v době vydání u nás nebyli ještě tolik známí, ale již také dosáhli proslulosti, např. od švédské autorské dvojice Maj Sjöwallová, Per Wahlöö v této edici vyšly hned dva romány: Zmizelé hasičské auto a Policie pomo pije.
Z humoristické literatury byli zastoupeni známí autoři jako např. Jerome Klapka Jerome nebo Pelham Grenville Wodehouse, z novějších autorů lze jmenovat např. Geralda Durrella. Tento zoolog většinu svých děl věnoval zvířatům, ale v této edici byl zastoupen hned dvojící vysloveně humoristických románů: O mé rodině a jiné zvířeně (autobiografický román, kde popisuje své zážitky z dětství na Korfu) a Růženka je z příbuzenstva.
Z tzv. „Velké trojky science fiction“ byly svými romány či povídkami v této edici zastoupeni dva autoři: Isaac Asimov a Robert Anson Heinlein, dále např. významný britský autor Brian Aldiss (román Nonstop) nebo Polák Janusz A. Zajdel (román Limes Inferior).
Na úspěchu knih této edice se významně podíleli renomovaní překladatelé. Z angličtiny to byly např. profesor anglické literatury Martin Hilský, Jaroslav Kořán, velký znalec detektivního žánru František Jungwirth, Radoslav Nenadál, Antonín Přidal, Jan Zábrana nebo Eva Outratová. Z  francouzštiny např. Václav Jamek, Jiří Pechar, Břetislav Štorm nebo Jaroslav Zaorálek. Z němčiny Karel Houba, z italštiny Zdeněk Frýbort nebo Eva Zaoralová, z maďarštiny Eva Imanová, ze švédštiny a dalších severských jazyků např. František Fröhlich či Miloslav Žilina (ten pro tuto edici přeložil jednu knihu také z nizozemštiny).

## Grafická úprava a ilustrátoři
Zpočátku (když knihy vycházely v pevné vazbě s přebalem), je graficky upravoval Zdenek Seydl s využitím ilustrací Heleny Zmatlíkové. Brožované výtisky postupně do roku 1976 upravovalo několik grafiků: Jaroslav Sůra, Milan Kopřiva, Jaromír Valoušek, Jiří Šalamoun ad. Obálky těchto svazků jsou hodnoceny jako velmi pěkné, chyběl jim však jednotný grafický styl, který by edici charakterizoval.
Nejdéle (od roku 1977 až do roku 1991, několik svazků nepravidelně již dříve) se o úpravu edice starala dvojice grafik Miloslav Fulín a ilustrátor Adolf Born. V horní části přední stránky obálky bylo vždy jméno autora a název knihy napsaný majuskulemi. Vlevo od tohoto textu (který byl nahoře i dole ohraničen vodorovnou grafickou linkou) bylo umístěno logo edice. Logo se skládalo z (obvykle) červeně vyplněného kruhu, okolo tohoto kruhu byl umístěn nápis „Čtení na dovolenou“ tak, že logo připomínalo sluníčko s paprsky (jako symbol dovolené). Na zbylé ploše přední strany obálky byla umístěna Bornova ilustrace, většinou černobílá na bílém pozadí. Celkově bylo využití barev minimalistické: zpravidla jen 2 až 3 barvy. Tato jednotná úprava obálky se pro edici stala typickou a většina čtenářů si vybaví právě ji.
Poměrně krátce (část roku 1991 a 1992, kdy edice zanikla – sám Odeon v tomto roce prošel neúspěšnou reorganizací a v roce 1994 byl předán do likvidace) – navrhovali grafickou úpravu jednotlivých svazků dvojice Zdeněk Ziegler a ilustrátor Jiří Slíva, přičemž na rozdíl od pevně umístěného jména autora a názvu knihy v layoutu Miloslava Fulína navrhl Zdeněk Ziegler plovoucí štítek, který byl na obálku umístěn individuálně podle konkrétní kresby Jiřího Slívy.

## Knihy vydané v edici
Protože číslo svazku nebylo u této edice uvedeno ani v tiráži knihy, čísla uvedená v tabulce nemusí odpovídat skutečnému číslu svazku. Několik málo titulů vyšlo v rámci edice dvakrát a opět není zřejmé, zda nové vydání použilo původní či nové číslo svazku (v jiných knižních edicích se vyskytují oba případy). Přehled byl sestaven primárně na základě údajů z katalogu Národní knihovny ČR, v případě potřeby doplněno z jiných zdrojů, především katalog knihovny Památníku národního písemnictví.
| Čis | Země   | Autor                                     | Název knihy                                                            | Vydání             | Rok  | Stran | Náklad    | Překladatel                                   |
| --- | ------ | ----------------------------------------- | ---------------------------------------------------------------------- | ------------------ | ---- | ----- | --------- | --------------------------------------------- |
| 001 | FR     | Balzac, Honoré de                         | Sestřenice Běta                                                        | 2. vyd.            | 1968 | 376   | 25 000    | Bohuslav Rovenský                             |
| 002 | DE     | Remarque, Erich Maria                     | Tři kamarádi                                                           | 2. vyd.            | 1968 | 353   | 50 000    | Karel Houba                                   |
| 003 | US     | Capote, Truman                            | Chladnokrevně : pravdivé vylíčení čtyřnásobné vraždy a jejích důsledků | 2. vyd.            | 1969 | 274   | 60 000    | Stanislav Mareš                               |
| 004 | US     | Chandler, Raymond                         | Sestřička                                                              | 1. vyd.            | 1969 | 194   | 75 000    | Heda Kovályová                                |
| 005 | US     | Chandler, Raymond                         | Vysoké okno                                                            | 2. vyd.            | 1969 | 189   | 80 000    | Heda Kovályová                                |
| 006 | UK     | Sayersová, Dorothy L. (Dorothy Leigh)     | Vražda potřebuje reklamu                                               | 3. vyd. (Odeon 2.) | 1969 | 311   | 100 000   | Vladimír Procházka                            |
| 007 | US     | Van Dine, S. S.                           | Vyvraždění rodiny Greenů : příběh Phila Vance                          | 1. vyd.            | 1969 | 256   | 150 000   | Eva Outratová                                 |
| 008 | FR     | Zola, Émile                               | U štěstí dam                                                           | 2. vyd.            | 1969 | 356   | 50 000    | Břetislav Štorm                               |
| 009 | UK     | Amis, Kingsley                            | Šťastný Jim                                                            | 2. vyd.            | 1970 | 202   | 40 000    | Jiří Mucha                                    |
| 010 | US     | Carr, John Dickson                        | Kletba rodu Campbellů                                                  | 1. vyd.            | 1970 | 184   | 80 000    | Eva Outratová                                 |
| 011 | IT, CU | De Céspedes, Alba                         | Kočka                                                                  | 1. vyd.            | 1970 | 221   | 40 000    | Eva Hepnerová (pseud.)                        |
| 012 | US     | Ferber, Edna                              | Loď komediantů                                                         | 2. vyd.            | 1970 | 265   | 50 000    | Heda a Pavel Kovályovi                        |
| 013 | UK     | Christie, Agatha                          | Smrt staré posluhovačky                                                | 2. vyd.            | 1970 | 244   | 70 000    | Eva Kondrysová                                |
| 014 | UK     | Christie, Agatha                          | Vraždy podle abecedy                                                   | 2. vyd.            | 1970 | 242   | 50 000    | Eva Kondrysová                                |
| 015 | FR     | Japrisot, Sébastien                       | Vražda v expresu                                                       | 1. vyd.            | 1970 | 145   | 100 000   | Josef Hajný                                   |
| 016 | —      | kolektiv autorů                           | Jeden a dvacet detektivů[pozn. D]                                      | 2. vyd.            | 1970 | 391   | 75 000    | Eva Outratová                                 |
| 017 | CS     | Poláček, Karel                            | Hedvika a Ludvík a jiné povídky                                        | 1. vyd.            | 1970 | 218   | 40 000    | —                                             |
| 018 | FR     | Saganová, Françoise                       | Tři romány o lásce                                                     | 2./1./1. vyd.      | 1970 | 203   | 80 000    | Josef Pospíšil, Věra Smetanová, Eva Ruxová    |
| 019 | UK     | Sherman, D. R. (Denis Ronald)             | Chlapec a delfín                                                       | 1. vyd.            | 1970 | 149   | 25 000    | Běla Vrbová-Pavlousková                       |
| 020 | US     | Stout, Rex                                | Pohřbený César                                                         | 1. vyd.            | 1970 | 263   | 50 000    | A. J. Šťastný                                 |
| 021 | UK     | Crispin, Edmund                           | Zatoulané hračkářství                                                  | 1. vyd.            | 1971 | 216   | 70 000    | Ladislav Bezpalec                             |
| 022 | NL     | Gulik, Robert van                         | Císařova perla                                                         | 1. vyd.            | 1971 | 160   | 70 000    | Miloslav Žilina                               |
| 023 | UK     | Christie, Agatha                          | Vždyť je to hračka                                                     | 1. vyd.            | 1971 | 224   | 70 000    | Jan Zábrana                                   |
| 024 | US     | Macdonald, Ross                           | Bíle pruhovaný pohřební vůz                                            | 1. vyd.            | 1971 | 246   | 80 000    | František Jungwirth                           |
| 025 | US     | Macdonald, Ross                           | Smrt v bazénu                                                          | 1. vyd.            | 1971 | 208   | 70 000    | Hana Bělohradská                              |
| 026 | UK     | Brand, Christianna                        | Nebýt jezevčíka                                                        | 1. vyd.            | 1972 | 163   | 70 000    | Helena Nebelová                               |
| 027 | US     | Crofts, Freeman Wills                     | Inspektor French a tragédie ve Starvelu                                | 1. vyd.            | 1972 | 272   | 70 000    | Ladislav Bezpalec                             |
| 028 | UK     | Du Maurier, Daphne                        | Dům na pobřeží                                                         | 1. vyd.            | 1972 | 265   | 44 000    | Mariana Stříbrná                              |
| 029 | UK     | Du Maurier, Daphne                        | Hospoda Jamajka                                                        | 3. vyd.(Odeon 2.)  | 1972 | 266   | 63 000    | Ladislav Bezpalec                             |
| 030 | US     | Gardner, Erle Stanley                     | Vrah má mít doktorát                                                   | 1. vyd.            | 1972 | 196   | 70 000    | Hana Bělohradská                              |
| 031 | ES     | Lera, Ángel María de                      | Fanfáry strachu                                                        | 1. vyd.            | 1972 | 204   | 21 000    | Vladimír Králíček                             |
| 032 | NZ     | Marshovž, Ngaio                           | Zpěv v rahnoví                                                         | 1. vyd.            | 1972 | 243   | 70 000    | Slávka Poberová                               |
| 033 | US     | McBain, Ed                                | Deset a jeden                                                          | 1. vyd.            | 1972 | 188   | 70 000    | František Jungwirth                           |
| 034 | US     | Rawson, Clayton                           | Smrt z cylindru                                                        | 1. vyd.            | 1972 | 260   | 70 000    | Milan Kovář                                   |
| 035 | UK, AU | Upfield, Arthur William                   | Králičí plot                                                           | 1. vyd.            | 1972 | 229   | 70 000    | Luba Pellarová a Rudolf Pellar                |
| 036 | UK     | Durrell, Gerald Malcolm                   | Růženka je z příbuzenstva                                              | 1. vyd.            | 1973 | 241   | 50 000    | Eva Dušánková                                 |
| 037 | US     | Gardner, Erle Stanley                     | Případ bázlivé tanečnice                                               | 3. vyd.            | 1973 | 254   | 70 000    | Zdeněk Kirschner                              |
| 038 | FR     | Chevallier, Gabriel                       | Zvonokosy                                                              | 4. vyd.            | 1973 | 309   | 50 000    | Jaroslav Zaorálek                             |
| 039 | UK     | MacLean, Alistair                         | Konvoj do Murmanska                                                    | 1. vyd.            | 1973 | 320   | 50 000    | Jiří Navrátil                                 |
| 040 | US     | Quentin, Patrick                          | Muž v osidlech                                                         | 2. vyd.            | 1973 | 232   | 70 000    | František Jungwirth                           |
| 041 | FR     | Simenon, Georges                          | Maigret a Dlouhé Bidlo                                                 | 2. vyd.            | 1973 | 154   | 70 000    | Jiří Pechar                                   |
| 042 | UK     | Stewart, J. I. M. (John Innes Mackintosh) | Smrt v rektorově rezidenci                                             | 1. vyd.            | 1973 | 240   | 70 000    | Jarmila Emmerová                              |
| 043 | US     | Chase, James Hadley                       | Já mu ukážu                                                            | 1. vyd.            | 1974 | 270   | 70 000    | Jitka Minaříková                              |
| 044 | US     | Kaufmanová, Sue                           | Deník americké manželky                                                | 1. vyd.            | 1974 | 297   | 55 000    | Tomáš Korbař                                  |
| 045 | UK     | Lodge, David                              | Den zkázy v Britském muzeu                                             | 1. vyd.            | 1974 | 200   | 20 000    | Antonín Přidal[pozn. A]                       |
| 046 | UK     | Malpass, Eric Lawson                      | Ranní ptáček                                                           | 1. vyd.            | 1974 | 210   | 45 000    | Olga Rychlíková                               |
| 047 | UK     | Postgate, Raymond William                 | Výrok poroty                                                           | 1. vyd.            | 1974 | 270   | 70 000    | Gabriela Nová                                 |
| 048 | IT     | Soldati, Mario                            | Komediant                                                              | 1. vyd.            | 1974 | 235   | 30 000    | Jitka Minaříková                              |
| 049 | US     | Wagoner, David                            | Kdepak se dnes večer toulá můj kluk?                                   | 1. vyd.            | 1974 | 299   | 55 000    | možná Luba Pellarová a Rudolf Pellar[pozn. B] |
| 050 | UK     | Wodehouse, P. G. (Pelham Grenville)       | Malý pán na ženění                                                     | 1. vyd.            | 1974 | 277   | 66 000    | J. Z. Novák                                   |
| 051 | NO     | Bjerke, André                             | Mrtví vystupují z moře                                                 | 1. vyd.            | 1975 | 242   | 40 000    | ???                                           |
| 052 | US     | Day, Clarence                             | Otec, hlava rodiny                                                     | 1. vyd.            | 1975 | 203   | 29 730    | Michael Žantovský                             |
| 053 | UK     | Green, Alan                               | Perfektní nebožtík                                                     | 1. vyd.            | 1975 | 218   | 70 000    | Lubomír Dorůžka                               |
| 054 | UK     | Jerome, Jerome K. (Jerome Klapka)         | Tři muži ve člunu (o psu nemluvě)                                      | 2. vyd.            | 1975 | 229   | 70 000    | J. Z. Novák                                   |
| 055 | UK     | Teyová, Josephine                         | Vrah či oběť                                                           | 1. vyd.            | 1975 | 205   | 70 000    | Adolf Felix                                   |
| 056 | UK     | Ustinov, Peter                            | Schusspeitel veliký                                                    | 1. vyd.            | 1975 | 318   | 50 000    | Gabriela Nová                                 |
| 057 | UK     | Gilbert, Michael Francis                  | Totožnost neznámá                                                      | 1. vyd.            | 1976 | 257   | 70 000    | František Jungwirth                           |
| 058 | FR     | Gorsky, Bernard                           | Robinson na laguně                                                     | 1. vyd.            | 1976 | 215   | 29 700    | Alena Ondrušková                              |
| 059 | UK     | Grossmith, George                         | Deník pana Nuly                                                        | 1. vyd.            | 1976 | 177   | 35 000    | Antonín Přidal[pozn. A]                       |
| 060 | UK     | Heyer, Georgette                          | Nikdo nemá alibi                                                       | 1. vyd.            | 1976 | 254   | 70 000    | Jarmila Emmerová                              |
| 061 | US     | Macdonald, Ross                           | Šípková Růženka                                                        | 1. vyd.            | 1976 | 304   | 70 000    | Helena Nebelová                               |
| 062 | US     | Matthews, Jack                            | Kouzlo osobnosti                                                       | 1. vyd.            | 1976 | 218   | 50 000    | Gabriela Nová                                 |
| 063 | US     | Queen, Ellery                             | Město malérů                                                           | 1. vyd.            | 1976 | 331   | 70 000    | Lubomír Dorůžka                               |
| 064 | UK     | Bates, H. E. (Herbert Ernest)             | Poupata odkvétají v máji                                               | 1. vyd.            | 1977 | 169   | 45 000    | Martin Hilský                                 |
| 065 | US     | Crichton, Michael                         | Člověk na konci                                                        | 1. vyd.            | 1977 | 205   | 60 000    | Jiří Schindler                                |
| 066 | UK     | Johnson, Pamela Hansford                  | Prázdninové známosti                                                   | 1. vyd.            | 1977 | 226   | 45 000    | Hana Žantovská                                |
| 067 | UK     | McClure, James                            | Parní válec                                                            | 1. vyd.            | 1977 | 270   | 50 000    | Jarmila Ortová                                |
| 068 | US     | Westlake, Donald E.                       | Jak nevyloupit banku                                                   | 1. vyd.            | 1977 | 281   | 50 000    | Radoslav Nenadál                              |
| 069 | US     | Fenwick, Elizabeth                        | Divoženka                                                              | 1. vyd.            | 1978 | 133   | 50 000    | Zuzana Ceplová                                |
| 070 | UK     | Wain, John                                | Pospíchej dolů                                                         | 1. vyd.            | 1978 | 354   | 50 000    | Radoslav Nenadál                              |
| 071 | AU     | West, Morris L. (Morris Langlo)           | Léto Ryšavého vlka                                                     | 1. vyd.            | 1978 | 325   | 50 000    | Zora Wolfová                                  |
| 072 | UK     | Aldiss, Brian W. (Brian Wilson)           | Nonstop                                                                | 1. vyd.            | 1979 | 238   | 50 000    | Veronika a Jaroslav Veisovi                   |
| 073 | IT     | Campanile, Achille                        | Za všechno může kapitán                                                | 1. vyd.            | 1979 | 188   | 60 000    | Zdeněk Digrin                                 |
| 074 | UK     | Christie, Agatha                          | Opona: Poslední případ Hercula Poirota                                 | 1. vyd.            | 1979 | 194   | 80 000    | Marie Staňková                                |
| 075 | UK     | Teyová, Josephine                         | Skandál v Milfordu                                                     | 1. vyd.            | 1979 | 307   | 60 000    | Zora Wolfová                                  |
| 076 | UK     | Bates, H. E. (Herbert Ernest)             | Poupata odkvétají v máji                                               | 2. vyd.            | 1980 | 125   | 60 000    | Martin Hilský                                 |
| 077 | US     | Highsmithová, Patricia                    | Smrt v labyrintu                                                       | 1. vyd.            | 1980 | 282   | 70 000    | Jarmila Svobodová                             |
| 078 | UK     | Lodge, David                              | Hostující profesoři                                                    | 1. vyd.            | 1980 | 231   | 60 000    | Antonín Přidal[pozn. A]                       |
| 079 | US     | Macdonald, Ross                           | Šípková Růženka                                                        | 2. vyd.            | 1980 | 277   | 80 000    | Helena Nebelová                               |
| 080 | US     | Asimov, Isaac                             | Já, robot                                                              | neuvedeno          | 1981 | 247   | 60 000    | Oldřich Černý                                 |
| 081 | IT     | Bevilacqua, Alberto                       | Stačí přejít most                                                      | 1. vyd.            | 1981 | 195   | neuvedeno | Eva Zaoralová                                 |
| 082 | UK     | Christie, Agatha                          | Kapsa plná žita                                                        | 2. vyd.            | 1981 | 221   | 100 000   | Jan Zábrana                                   |
| 083 | CA     | Saul, John Ralston                        | Dravci                                                                 | 1. vyd.            | 1981 | 238   | 85 000    | Zdeněk Kirschner                              |
| 084 | SE     | Sjöwallová, Maj – Wahlöö, Per             | Zmizelé hasičské auto                                                  | 1. vyd.            | 1981 | 252   | 80 000    | František Fröhlich                            |
| 085 | BE     | Sternberg, Jacques                        | Dívka, moře a noc                                                      | 1. vyd.            | 1981 | 242   | 50 000    | Vlasta Macková                                |
| 086 | FR     | Cauvin, Patrick                           | E = mc na druhou, lásko moje                                           | 1. vyd.            | 1982 | 199   | 35 000    | Václav Jamek                                  |
| 087 | UK, NO | Dahl, Roald                               | Milostné rošády                                                        | 1. vyd.            | 1982 | 162   | 60 000    | Jana Koblížková a Jaroslav Kořán              |
| 088 | UK     | Christie, Agatha                          | Není kouře bez ohýnku                                                  | 2. vyd.            | 1982 | 145   | 100 000   | Vlasta Dvořáčková                             |
| 089 | UK     | Jamesová, P. D.                           | Smrt kriminalisty                                                      | 1. vyd.            | 1982 | 335   | 80 000    | Josef Schwarz                                 |
| 090 | FR     | Rivoyre, Christine de                     | Strýček světák                                                         | 1. vyd.            | 1982 | 253   | 36 000    | Marie Janů                                    |
| 091 | UK     | Christie, Agatha                          | Mrtvá v knihovně                                                       | 2. vyd.            | 1983 | 178   | 80 000    | Karel Voleský                                 |
| 092 | UK     | Ives, John                                | Strach v hrsti prachu                                                  | 1. vyd.            | 1983 | 237   | 70 000    | Kateřina Brabcová                             |
| 093 | US     | Koepf, Michael                            | Zachraňte velrybu                                                      | 1. vyd.            | 1983 | 238   | 50 000    | Alena Jindrová-Špilarová                      |
| 094 | IT     | Macchiavelli, Loriano                     | Včera, dnes a možná zítra                                              | 1. vyd.            | 1983 | 223   | 60 000    | Zdeněk Frýbort                                |
| 095 | UK, NO | Dahl, Roald                               | Milostné rošády                                                        | 2. vyd.            | 1984 | 162   | 60 000    | Jana Koblížková a Jaroslav Kořán              |
| 096 | US     | Heinlein, Robert A. (Robert Anson)        | Dveře do léta                                                          | 1. vyd.            | 1984 | 238   | 45 000    | Pavel Medek                                   |
| 097 | US     | Lathen, Emma                              | Kuře k večeři                                                          | 1. vyd.            | 1984 | 236   | 75 000    | Zuzana Ceplová                                |
| 098 | US     | McBain, Ed                                | Brokovnice                                                             | 2. vyd.            | 1984 | 190   | 80 000    | Jan Zábrana                                   |
| 099 | US     | Westlake, Donald E.                       | Jak neuloupit smaragd                                                  | 1. vyd.            | 1984 | 237   | 75 000    | Radoslav Nenadál                              |
| 100 | UK     | Dexter, Colin                             | Naposledy viděna v ...                                                 | 1. vyd.            | 1985 | 300   | 77 000    | Jiří Hanuš                                    |
| 101 | UK     | Osborn, John Jay                          | Páni advokáti                                                          | 1. vyd.            | 1985 | 257   | 70 000    | Jan Válek                                     |
| 102 | HU     | Szerb, Antal                              | Pendragonská legenda                                                   | 2. vyd.[pozn. C]   | 1985 | 277   | 20 000    | Eva Irmanová                                  |
| 103 | UK     | Durrell, Gerald Malcolm                   | O mé rodině a jiné zvířeně                                             | 2. vyd.            | 1986 | 299   | 95 000    | Emanuela Tilschová                            |
| 104 | UK     | Christie, Agatha                          | Zapomenutá vražda : poslední případ slečny Marplové                    | 1. vyd.            | 1986 | 222   | 100 000   | Jarmila Svobodová                             |
| 105 | US     | Cain, James M. (James Mallahan)           | Pošťák vždycky zvoní dvakrát ; Pojistka smrti                          | 1. vyd.            | 1987 | 242   | 100 000   | Jaroslav Kořán                                |
| 106 | NL     | Gulik, Robert van                         | Pavilón se smuteční vrbou                                              | 1. vyd.            | 1987 | 179   | 70 000    | Zlata Černá                                   |
| 107 | FR     | Jelineková, Henriette                     | Portrét svůdce                                                         | 1. vyd.            | 1987 | 190   | 65 000    | Petr Janyška                                  |
| 108 | SE     | Sjöwallová, Maj – Wahlöö, Per             | Policie pomo pije                                                      | 1. vyd.            | 1987 | 250   | 100 000   | František Fröhlich                            |
| 109 | US     | Cain, James M. (James Mallahan)           | Pošťák vždycky zvoní dvakrát ; Pojistka smrti                          | 2. vyd.            | 1988 | 242   | 80 000    | Jaroslav Kořán                                |
| 110 | UK     | Christie, Agatha                          | Deset malých černoušků                                                 | 1. vyd.            | 1988 | 202   | 130 000   | J. Z. Novák                                   |
| 111 | UK     | Lodge, David                              | Svět je malý                                                           | 1. vyd.            | 1988 | 406   | 90 000    | Antonín Přidal                                |
| 112 | HU     | Rejtő, Jenő                               | Plavovlasý cyklón                                                      | 1. vyd.            | 1988 | 203   | 37 000    | Estera Sládková                               |
| 113 | UK     | Archer, Jeffrey                           | Ani o dolar víc, ani o dolar míň                                       | 1. vyd.            | 1989 | 298   | 110 000   | Pavel Medek                                   |
| 114 | FR     | Coatmeur, Jean-François                   | Přehmat                                                                | 1. vyd.            | 1989 | 226   | 95 000    | Věra Dvořáková                                |
| 115 | IT     | De Crescenzo, Luciano                     | Krásné šílení : dialogy profesora Bellavisty                           | 1. vyd.            | 1989 | 167   | 40 000    | Olga Hostovská                                |
| 116 | UK     | Lodge, David                              | Hostující profesoři                                                    | 2. vyd.            | 1989 | 278   | 73 000    | Antonín Přidal[pozn. A]                       |
| 117 | UK     | Parrish, Frank                            | Návnada na vraha                                                       | 1. vyd.            | 1989 | 168   | 100 000   | Jiří Hanuš                                    |
| 118 | PL     | Zajdel, Janusz Andrzej                    | Limes inferior                                                         | 1. vyd.            | 1989 | 257   | 43 000    | Jaroslav Olša, jr.                            |
| 119 | FR     | Alfroy, Jean-Marie                        | Učitel je nahý                                                         | 1. vyd.            | 1990 | 164   | 50 000    | Kateřina Vinšová                              |
| 120 | US     | Allen, Woody                              | Vedlejší příznaky                                                      | 2. vyd.            | 1990 | 167   | 25 000    | Michael Žantovský                             |
| 121 | FR     | Schaeffer, Pierre                         | Promiňte, umírám : a jiné vymyšlenosti                                 | 1. vyd.            | 1990 | 182   | 43 000    | Petr Janyška                                  |
| 122 | UK     | Amis, Kingsley                            | Chci to hned                                                           | 1. vyd.            | 1991 | 236   | 35 000    | Jiří Mucha                                    |
| 123 | UK     | Weldonová, Fay                            | Shrapnelova akademie                                                   | 1. vyd.            | 1992 | 195   | neuved.   | Ivana Doležalová                              |
| Čis | Země   | Autor                                     | Název knihy                                                            | Vydání             | Rok  | Stran | Náklad    | Překladatel                                   |